# Nederlands kampioenschap schaatsen sprint 1978
Het Nederlands kampioenschap sprint 1978 (voor mannen) was de negende editie van dit schaatsevenement dat over de sprintvierkamp (2x 500, 2x 1000 meter) werd verreden. Het vond plaats in het weekend van 18 en 19 februari op de onoverdekte kunstijsbaan van Eindhoven, tegelijkertijd met de Nederlandse kampioenschappen schaatsen allround 1978 (voor mannen en vrouwen).
Er namen net als in 1977 twaalf deelnemers aan deel waaronder twee debutanten. Bij zijn tweede deelname behaalde Miel Govaert zijn eerste titel. Drievoudig kampioen en tevens titelhouder Jos Valentijn werd deze editie tweede. De derde positie werd ingenomen door Lieuwe de Boer, eveneens voor de tweedemaal deelnemer.
Jos Valentijn, Sies Uilkema, André Kraaijeveld en Miel Govaert vertegenwoordigden Nederland bij de Wereldkampioenschappen schaatsen sprint 1978 dat een week eerder al (11 en 12 februari) op de onoverdekte James B. Sheffield Olympic Skating Rink in Lake Placid, Verenigde Staten had plaatsgevonden.

## Uitslagen
Afstandmedailles
| Afstand  | 1e            | 2e            | 3e             |
| -------- | ------------- | ------------- | -------------- |
| 1e 500m  | Miel Govaert  | Jos Valentijn | Lieuwe de Boer |
| 1e 1000m | Miel Govaert  | Jos Valentijn | Lieuwe de Boer |
| 2e 500m  | Jos Valentijn | Miel Govaert  | Lieuwe de Boer |
| 2e 1000m | Bert de Jong  | Jos Valentijn | Miel Govaert   |

Eindklassement
| Rang   | Schaatser         | Punten         | 500m             | 1000m              | 500m               | 1000m              |
| ------ | ----------------- | -------------- | ---------------- | ------------------ | ------------------ | ------------------ |
| Goud   | Miel Govaert      | 158.660 BR, CR | 39,34 (1) BR, CR | 1.19,46 (1) BR, CR | 1.39,04 (2)        | 1.21,10 (3)        |
| Zilver | Jos Valentijn     | 158.710        | 39,35 (2)        | 1.20,78 (2)        | 1.38,82 (1) BR, CR | 1.20,30 (2)        |
| Brons  | Lieuwe de Boer    | 161.030        | 39,96 (3)        | 1.20,84 (3)        | 1.39,24 (3)        | 1.22,82 (6)        |
| 4      | Jan Heida         | 162.530 pr     | 40,69 (10)       | 1.22,04 (5)        | 1.40,05 (8) pr     | 1.21,64 (4) pr     |
| 5      | André Kraaijeveld | 162.800        | 40,06 (4)        | 1.21,65 (4)        | 1.40,62 (7)        | 1.22,59 (5)        |
| 6      | Piet de Boer      | 164.515        | 40,31 (8)        | 1.22,71 (6)        | 1.40,73 (8)        | 1.22,24 (10)       |
| 7      | Henk Hospes       | 165.255        | 40,09 (6)        | 1.24,44 (10)       | 1.40,47 (6)        | 1.24,95 (11)       |
| 8      | Gerke Hadders     | 165.320        | 40,79 (11)       | 1.22,86 (7)        | 1.41,14 (9)        | 1.23,92 (9)        |
| 9      | Jan van de Roemer | 165.705        | 41,15 (12)       | 1.23,55 (9)        | 1.41,19 (10)       | 1.23,18 (8)        |
| 10     | Bert de Jong      | 180.130        | 40,13 (7)        | 2.00,85 (11) *     | 1.39,89 (4)        | 1.19,37 (1) BR, CR |
| 11     | Eppie Bleeker     | 189.190        | 40,56 (9)        | 1.22,36 (8)        | 1.05,54 (11) *     | 1.22,82 (6)        |
|        | Sies Uilkema      | 040.070        | 40,07 (5)        | DNS                |                    |                    |

BR = baanrecord
CR = kampioenschapsrecord
DNS = niet gestart
pr = persoonlijkrecord
* = met val